# Cabinet Albrecht IV
Land de Basse-Saxe
Albrecht III Albrecht V
Le cabinet Albrecht IV (en allemand : Kabinett Albrecht IV) est le gouvernement du Land allemand de la Basse-Saxe entre le 22 juin 1982 et le 9 juillet 1986, durant la dixième législature du Landtag.

## Majorité et historique
Dirigé par le ministre-président chrétien-démocrate sortant Ernst Albrecht, ce gouvernement est constitué et soutenu la seule Union chrétienne-démocrate d'Allemagne (CDU). Elle dispose de 87 députés sur 171, soit 50,9 % des sièges au Landtag.
Il est formé à la suite des élections régionales du 21 mars 1982 et succède au cabinet Albrecht III, également constitué et soutenu par la seule CDU. Lors du scrutin, les chrétiens-démocrates progressent encore et remportent 50,7 % des voix, soit 87 députés sur 171. C'est la seule fois dans l'histoire du Land qu'une force politique obtient une majorité absolue de voix.
À l'approche des élections régionales du 15 juin 1986, le gouvernement est pris dans le scandale de la « brèche de Celle », une manipulation des services secrets régionaux concernant la Fraction armée rouge (RAF). Lors du scrutin, recul de six points et demi et perd la majorité absolue dont elle disposait depuis huit ans. Malgré le fait que le Parti social-démocrate d'Allemagne (SPD) ait fortement progressé, la CDU parvient à conserver le pouvoir en formant une nouvelle « coalition noire-jaune » avec le Parti libéral-démocrate (FDP) qui constitue alors le cabinet Albrecht V.

## Composition

### Initiale (22 juin 1982)
- Les nouveaux ministres sont indiqués en gras, ceux ayant changé d'attributions en italique.

| Portefeuille                                               | Titulaire | Titulaire                                                                       | Parti |
| ---------------------------------------------------------- | --------- | ------------------------------------------------------------------------------- | ----- |
| Ministre-président                                         |           | Ernst Albrecht                                                                  | CDU   |
| Vice-ministre-président Ministre des Affaires fédérales    |           | Wilfried Hasselmann                                                             | CDU   |
| Ministre de l'Intérieur                                    |           | Egbert Möcklinghoff                                                             | CDU   |
| Ministre de l'Économie et des Transports                   |           | Birgit Breuel                                                                   | CDU   |
| Ministre de l'Alimentation, de l'Agriculture et des Forêts |           | Gerhard Glup                                                                    | CDU   |
| Ministre des Finances                                      |           | Burkhard Ritz                                                                   | CDU   |
| Ministre de la Justice                                     |           | Walter Remmers                                                                  | CDU   |
| Ministre de l'Éducation                                    |           | Egbert Möcklinghoff (par intérim) Georg-Berndt Oschatz (à partir du 22/09/1982) | CDU   |
| Ministre de la Science et de la Culture                    |           | Johann-Tönjes Cassens                                                           | CDU   |
| Ministre des Affaires sociales                             |           | Hermann Schnipkoweit                                                            | CDU   |